# Supremum vale
Supremum vale è una locuzione latina, usata come esclamazione, che significa «Addio!», «Addio per sempre!». È formula di commiato definitivo, estremo saluto, analoga a Aeternum vale ed equivalente al saluto catulliano Ave atque vale.
L'espressione non è realmente usata nel linguaggio corrente, e può ricorrere solo in citazione dotte e allusive, a volte scherzose, volendo esprimere la rinuncia completa e definitiva a qualcuno o a qualcosa.
Dal punto di vista grammaticale, vale è la seconda persona del modo imperativo del verbo VALḔRE («stare bene, essere in salute»), usata in latino come formula di saluto (analogamente all'italiano «salve!», «salute!»); supremum è l'aggettivo supremus, usato all'accusativo neutro come avverbio con il valore di «per l'ultima volta».

## Fonti
La fonte più nota è Ovidio, Metamorfosi, libro X, v. 62: supremumque 'vale', quod iam vix auribus ille / acciperet, dixit revolutaque rursus eodem est: Euridice, salutando Orfeo prima di morire definitivamente per la seconda volta, «disse l'estremo addio, che appena egli riuscì a sentire, e fu di nuovo precipitata nell'Averno».